# Lacaussade
Lacaussade ist eine französische Gemeinde mit 208 Einwohnern (Stand 1. Januar 2022) im Département Lot-et-Garonne in der Region Nouvelle-Aquitaine (vor 2016: Aquitanien). Sie gehört zum Arrondissement Villeneuve-sur-Lot und zum Kanton Le Haut Agenais Périgord.
Der Name der Gemeinde leitet sich vom okzitanischen Wort La Cauçada ab, das „gepflasterter Wwg“ bedeutet und auf die frühere Römerstraße deutet, die Périgueux mit Eysses verband, das heute ein Weiler von Villeneuve-sur-Lot ist.
Die Einwohner werden Caussadencs und Caussadencques oder Lacaussadais und Lacaussadaises genannt.

## Geographie
Lacaussade liegt ca. 15 Kilometer nordöstlich von Villeneuve-sur-Lot in der historischen Provinz Agenais.
Umgeben wird Lacaussade von den fünf Nachbargemeinden:
| Monflanquin        |                                             | Montagnac-sur-Lède |
|                    | Kompassrose, die auf Nachbargemeinden zeigt |                    |
| Savignac-sur-Leyze | Saint-Aubin                                 | Monségur           |

Lacaussade liegt im Einzugsgebiet des Flusses Garonne.
Die Leyze, ein Nebenfluss der Lède, bildet eine natürliche Grenze zu den südlichen Nachbargemeinden Saint-Aubin und Monségur. Der Ruisseau de Labriane durchquert das Gebiet der Gemeinde, um südlich in die Leyze zu münden.

## Geschichte
Bei Ausgrabungen sind Ziegel und Stücke von Mörtel gefunden worden, die die Existenz der Römerstraße belegen, die durch das heutige Lacaussade führte. Die strategische Lage oberhalb der Flusstäler führte im Mittelalter zum Bau einer Festung oder eines vorgeschobenen Postens. Das Gebiet an der Grenze zwischen Agenais und Périgord spielte eine große Rolle während des Hundertjährigen Kriegs. Die Burg im Weiler Canabazès aus dem 16. Jahrhundert hat ihre Ringmauer bis heute erhalten. Sie zeugt von der Verwicklung des Gebiets in den Hugenottenkriegen.

## Einwohnerentwicklung
Nach Beginn der Aufzeichnungen stieg die Einwohnerzahl bis zur Mitte des 19. Jahrhunderts auf einen Höchststand von 450. In der Folgezeit sank die Größe der Gemeinde bei kurzen Erholungsphasen bis zu den 1980er Jahren auf rund 120 Einwohner, bevor eine Phase mit zeitweise kräftigem Wachstum einsetzte, die heute noch anhält.
| Jahr      | 1962 | 1968 | 1975 | 1982 | 1990 | 1999 | 2006 | 2011 | 2022 |
| --------- | ---- | ---- | ---- | ---- | ---- | ---- | ---- | ---- | ---- |
| Einwohner | 162  | 136  | 127  | 119  | 149  | 168  | 201  | 213  | 208  |

## Sehenswürdigkeiten

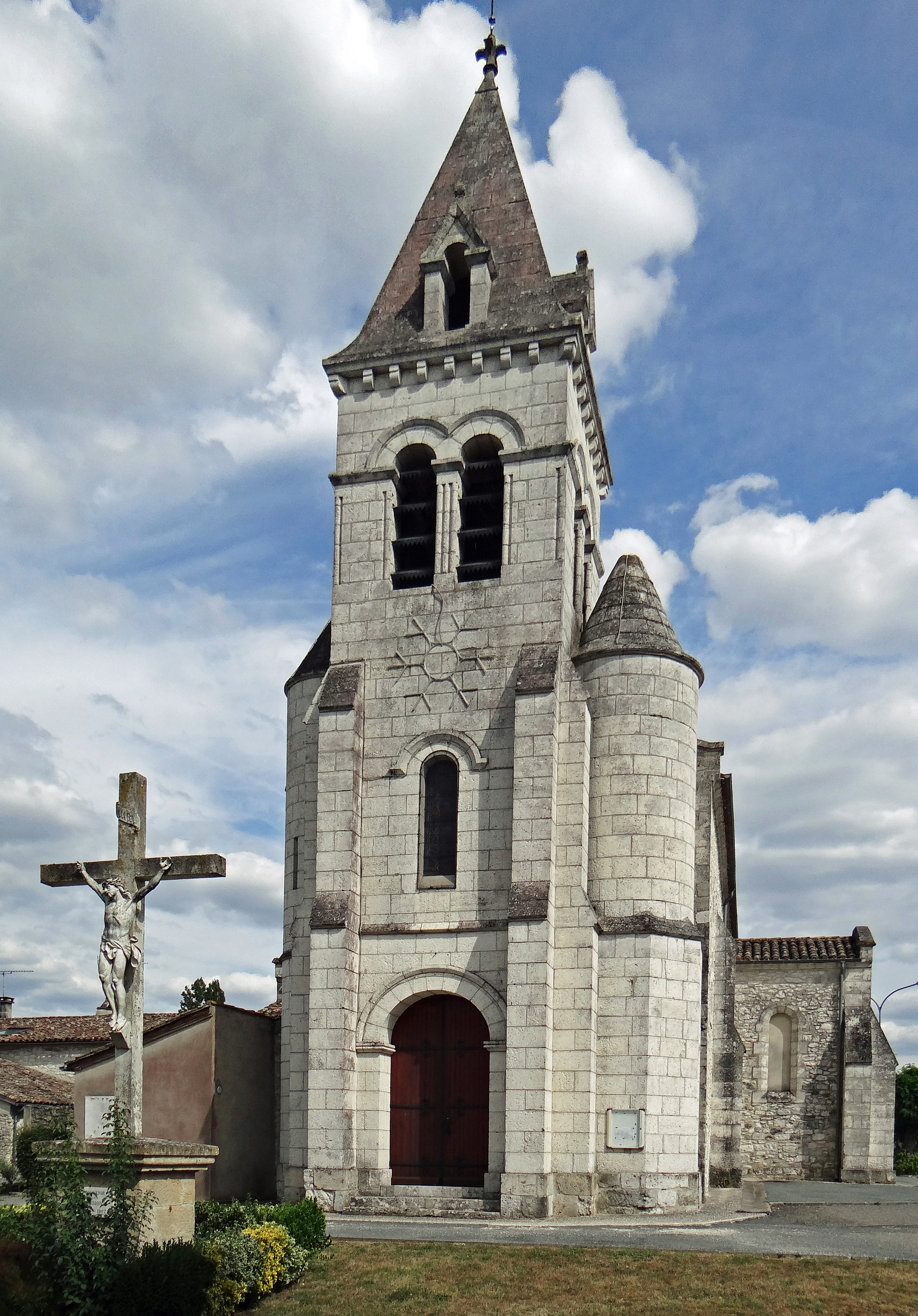
Kirche Sainte-Thérèse des Bastides

### Burg Canabazès
Die Familie Lustrac ließ die Burg im 16. Jahrhundert erbauen. Während der Französischen Revolution wurde sie zum Nationalgut. 1811 gelangte sie wieder in den Besitz er Familie Lustrac und erfuhr in der Folge die wesentlichen Änderungen. Dennoch ist die Burg eine der wenigen kleineren Burgen des Agenais mit einer intakten Rundmauer. Fassaden und Dächer des Wohngebäudes und der Nebengebäude sowie die gesamte Rundmauer sind seit dem 12. April 2001 als Monument historique eingeschrieben.

### Weihwasserbecken
Die Kirche von Lacaussade birgt ein Weihwasserbecken aus Marmor, das aus dem 10. Jahrhundert datiert. Es ist seit dem 14. Dezember 1906 als Monument historique der beweglichen Güter klassifiziert.

## Wirtschaft und Infrastruktur
Die Landwirtschaft mit ihren Schwerpunkten des Anbaus von Weizen, Gerste, Mais, Raps und Pflaumen sowie der Viehzucht ist weiterhin einer der wichtigsten Wirtschaftsfaktoren der Gemeinde.

### Bildung
Die Gemeinde verfügt über eine öffentliche Grundschule mit 22 Schülerinnen und Schülern im Schuljahr 2018/2019.

### Verkehr
Lacaussade ist erreichbar über die Routes départementales 124, 221 und 233.

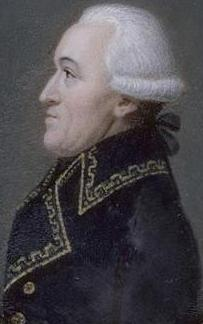
Jean Henri Becays Ferrand

## Persönlichkeiten
Jean Henri Becays Ferrand, geboren am 16. September 1736 in Lacaussade, gestorben am 28. November 1805 in Levallois-Perret (Département Hauts-de-Seine), war französischer General der Revolution und des Ersten Kaiserreichs.